# Hammam Bou Hadjar
Hammam Bou Hadjar är en ort i Algeriet.   Den ligger i provinsen Aïn Témouchent, i den norra delen av landet, 400 km väster om huvudstaden Alger. Hammam Bou Hadjar ligger 148 meter över havet och antalet invånare är 35 896.
Terrängen runt Hammam Bou Hadjar är huvudsakligen platt, men österut är den kuperad. Runt Hammam Bou Hadjar är det ganska tätbefolkat, med 134 invånare per kvadratkilometer. Närmaste större samhälle är Aïn Témouchent, 18,0 km sydväst om Hammam Bou Hadjar. Trakten runt Hammam Bou Hadjar består till största delen av jordbruksmark.